# Providenci
Providenci va ser un religiós hispà del període visigot que va ser bisbe de Salamanca al voltant de l'any 681.
Va ser el successor immediat de Just, doncs segons consta al XII Concili de Toledo, celebrat el 681, en temps del rei Ervigi per tal de tractar la reforma d'abusos, la millora de bons costums, a més volia evitar més rumors sobre que havia enverinat al seu predecessor, Vamba, i que havia sigut escollit legítimament per tots els grans del regne, i ungit pel bisbe sant Julià de Toledo. Providenci va anar a Toledo per assistir-hi, i va subscriure les actes conciliars signant en la posició número 25, amb antelació a deu dels bisbes assistents d'uns 35 que hi van assistir. Sembla que va morir poc després, doncs dos anys després ja apareix el seu successor, Holemund. Tanmateix, donat que entre la darrera data documentada de Just i la de Providenci hi ha catorze anys, és probable que el seu pontificat durés una mica més per la seva antiguitat d'ordre en les actes conciliars, en el cas de Dorado i Vicente l'endarrereixen fins al 670.